# Aurora Villalobos Gómez
Aurora Villalobos Gómez (Málaga, 1976) es una arquitecta y conservadora de museos española. Es la primera arquitecta funcionaria de carrera por oposición en el Cuerpo Superior Facultativo de Conservadores de Museos de la Junta de Andalucía. Desde 2024 es directora general de Museos y Conjuntos Culturales de la Consejería de Cultura y Deporte de la Junta de Andalucía.

## Formación
Arquitecta por la Escuela Técnica Superior de Arquitectura de Sevilla, en la especialidad de edificación, durante su formación disfrutó de una Beca Erasmus en la Universidad de Florencia para especializarse en Museología, Museografía y Restauración Arqueológica (2001). Al finalizar sus estudios universitarios en 2003 se incorporó al Instituto Andaluz del Patrimonio Histórico con una Beca de Investigación sobre Materiales y técnicas constructivas aplicadas a bienes inmuebles.
Es Máster en Arquitectura y Patrimonio Histórico (2005) y Doctora en Teoría y práctica de la rehabilitación arquitectónica y urbana por la Universidad de Sevilla (2016), gracias a la primera tesis doctoral sobre los dólmenes de Antequera, en la que estableció una metodología para la musealización in situ de yacimientos arqueológicos.

## Trayectoria profesional
Desde 2003 desarrolla su actividad como docente, investigadora, patrimonialista y gestora cultural.Su trayectoria ha estado vinculada principalmente al Instituto Andaluz del Patrimonio Histórico (IAPH) y al Conjunto Arqueológico Dólmenes de Antequera (CADA).
En el IAPH desarrolló entre 2003 y 2015 proyectos de investigación e intervención para la conservación, puesta en valor y difusión de bienes culturales como el Monasterio de la Cartuja de Sevilla, la Mezquita-catedral de Córdoba, el Palacio de Carlos V en la Alhambra de Granada, el Conjunto Arqueológico de Baelo Claudia en Tarifa y la iglesia del Santo Cristo de la Salud de Málaga.Entre las actividades de transferencia destacan su participación en el Workshop on preparation of management plan of cultural heritage organizado por el Ministerio de Cultura y Turismo de Etiopía y la Agencia Española de Cooperación Internacional para el Desarrollo (AECID); la coordinación del módulo sobre Diseño y gestión de Proyectos del Máster Patrimonio Cultural y Natural: Investigación, Desarrollo e Innovación de la Universidad Internacional de Andalucía (UNIA); y la dirección de un curso especializado en Accesibilidad universal e intervención en patrimonio cultural organizado por el Instituto Andaluz del Patrimonio Histórico (IAPH) y la Asociación de Gestores Culturales de Andalucía (GECA).
En el CADA llevó a cabo (2004-2018), entre otros, la coordinación de la Oficina del I Plan Director, del Proyecto Museológico del Sitio de los Dólmenes de Antequera y de las mesas de trabajo sobre Conservación y Museo de sitio durante la Misión técnica de evaluación de la propuesta del Sitio para su inclusión en la Lista Representativa del Patrimonio Mundial de Unesco.
Como docente impartió clase de Proyectos Arquitectónicos y Construcción en la Escuela Técnica Superior de Arquitectura de Sevilla entre 2007 y 2009, así como en diversos cursos y máster sobre patrimonio cultural. Sus líneas de investigación están referidas a la reflexión sobre el concepto de patrimonio, la planificación cultural, la conservación y musealización del patrimonio arqueológico y la interrelación entre arte contemporáneo y patrimonio. Pertenece al grupo de investigación “HUM-065. Cultura material e identidad social en la prehistoria reciente del Sur de la Península Ibérica” de la Universidad de Granada.
En 2018 accedió por oposición al Cuerpo Superior Facultativo de Conservadores de Museos de la Junta de Andalucía. En 2022 fue Jefa del Servicio de Conjuntos Arqueológicos y Monumentales, y entre 2022 y 2023 directora general de Museos y Conjuntos Culturales de la Consejería de Turismo, Cultura y Deporte de la Junta de Andalucía, formando parte del Patronato del Conjunto Monumental de la Alhambra y Generalife de Granada, del Patronato de la Fundación Museo Picasso Málaga, del Consejo Rector del Instituto Andaluz del Patrimonio Histórico, del Consejo Rector de la Agencia Andaluza de Instituciones Culturales, del Consejo de Coordinación del Sitio de los Dólmenes de Antequera, del Consejo de Coordinación de la Ciudad califal Madinat al-Zahra, de la Comisión Mixta Junta de Andalucía-Iglesia Católica, de la Comisión Andaluza de Museos y de la Comisión Andaluza de Arqueología.
En 2023 reingresa en la función pública como Conservadora de Museos de la Junta de Andalucía; además es miembro del Grupo de Personas Colaboradoras del Área de Evaluación de Políticas Públicas del Instituto Andaluz de Administración Pública, miembro del Consejo Científico de la Revista Neutra del Colegio Oficial de Arquitectos de Sevilla y vocal de la Comisión Técnica del Conjunto Arqueológico Dólmenes de Antequera. Desde 2017 coordina los Encuentros de Arte contemporáneo y Patrimonio cultural de la Real Academia de Nobles Artes de Antequera.
Desde 2024 es directora general de Museos y Conjuntos Culturales de la Consejería de Cultura y Deporte de la Junta de Andalucía.

## Premios y reconocimientos
- 2010: Académica de Número de la sección de Ciencias de la Real Academia de Nobles Artes de Antequera.[25]
- 2022: Medalla Menga en reconocimiento a su contribución a la valorización del Sitio de los Dólmenes de Antequera.[26]
- 2023: Premio Arquitectura y Sociedad del Colegio Oficial de Arquitectos de Sevilla por su compromiso con la conservación y difusión del patrimonio arquitectónico histórico y contemporáneo.[27]